# Musée du textile et du peigne en corne de Lavelanet
Le musée du textile et du peigne en corne de Lavelanet est un musée, créé en 1986, qui présente les deux activités industrielles principales du Pays d'Olmes : la fabrication du tissu de laine cardée et du peigne en corne. Il est situé à Lavelanet, dans le département français de l’Ariège.

## Historique
Une association de bénévoles, les Amis du musée du textile et du peigne en corne (AMTPC), créée en 1983 sur proposition de la municipalité en place, a récupéré puis rénové des machines des deux industries principales du Pays d'Olmes. 
Stockées tout d'abord dans un dépôt, leur nombre grandissant et le travail de collecte de mémoire et d'archives mené en parallèle, justifie la création d'un espace muséographique, qui ouvre en 1986 dans l'ancienne usine textile Dumons frères, à Lavelanet. Aidés par la municipalité de Lavelanet dans un premier temps, puis par le Conseil général de l'Ariège, les membres de l'AMTPC sont récompensés en l'an 2000 par la reconnaissance de leur collection en recevant le label musée de France.
Depuis 2006, le musée est géré par la Communauté de communes du Pays d'Olmes.
À partir de 2018, il fait l'objet de réflexions puis d'une étude visant à repenser sa muséographie et à l'ouvrir « hors les murs »,.

## Collections
Les collections du musée comprennent principalement un ensemble de machines nécessaires à la production textile (filage, tissage, teinture…) des XIXe et XXe siècles, provenant pour l'essentiel des environs. Un certain nombre est encore mis en marche par les agents du musée et les bénévoles. D'importantes réserves de matériel non exposé ont également été constituées.